# Suddenly (álbum de Billy Ocean)
Suddenly es el título del quinto álbum de estudio grabado y realizado por el cantautor trinitense-inglés Billy Ocean. Fue lanzado por la compañía discográfica Jive Records el 12 de septiembre de 1984.
Incluía su primer gran éxito "Caribbean Queen (No More Love on the Run)", que alcanzó el número 1 en el Billboard Hot 100. Suddenly se convirtió en el primer álbum de Ocean en las listas de éxitos, alcanzando el puesto número 9 en la UK Album Chart del Reino Unido y también el número 9 en los Estados Unidos. En Finlandia llegó al número 10 de la Suomen virallinen list y en Australia alcanzó el puesto 13. Generó dos sencillos adicionales entre los cinco primeros de las listas de Estados Unidos, "Suddenly" y "Loverboy", mientras que un cuarto sencillo, "Mystery Lady", alcanzó el top 40. "Caribbean Queen" y "Suddenly" también alcanzaron el top 10 de la lista UK Singles Chart del Reino Unido.

## Posicionamiento en Listas
| Lista (1986)                                       | Posición |
| -------------------------------------------------- | -------- |
| Alemania (Offizielle Top 100)                      | 43       |
| Australia (Kent Music Report)                      | 13       |
| Canadá Top Albums/CDs (RPM)                        | 14       |
| Estados Unidos (Billboard 200)                     | 9        |
| Estados Unidos (Billboard Top R&B/Hip Hop Albums)  | 3        |
| Finlandia Finnish Albums (Suomen virallinen lista) | 10       |
| Nueva Zelanda (Recorded Music NZ)                  | 35       |
| Países Bajos (Album Top 100)                       | 23       |
| Reino Unido (UK Albums Chart)                      | 9        |

## Lista de canciones
Todas las canciones escritas por Diamond y Ocean, excepto donde se indique.

| N.º   | Título                                      | Escritor(es)                        | Duración |  |
| 1.    | «Caribbean Queen (No More Love on the Run)» |                                     | 7:52     |  |
| 2.    | «Mystery Lady»                              | (Diamond, Ocean, James Woodley)     | 5:02     |  |
| 3.    | «Syncopation»                               | (Diamond, Ocean, Jolyon Skinner)    | 5:20     |  |
| 4.    | «The Long and Winding Road»                 | (Lennon, McCartney)                 | 4:40     |  |
| 5.    | «Loverboy"»                                 | (Diamond, Ocean, Robert Lange)      | 5:16     |  |
| 6.    | «Lucky Man»                                 |                                     | 4:21     |  |
| 7.    | «Dancefloor»                                | (Diamond, Ocean, Barry J. Eastmond) | 4:14     |  |
| 8.    | «If I Should Lose You»                      |                                     | 3:59     |  |
| 9.    | «Suddenly»                                  |                                     | 3:53     |  |
| 45:12 |                                             |                                     |          |  |

### Edición ampliada (publicada en julio de 2011)
| N.º | Título                                                     | Duración |  |
| 10. | «Caribbean Queen (No More Love on the Run) (Extended mix)» | 8:16     |  |
| 11. | «Lucky Man (Extended version)»                             | 6:07     |  |
| 12. | «Mystery Lady (Extended version)»                          | 6:49     |  |
| 13. | «Loverboy (Extended club mix)»                             | 8:08     |  |

- En la edición europea, la primera canción fue "European Queen (No More Love on the Run)" (4:50), reemplazando a "Caribbean Queen"[11].

## Personal

### Músicos
- Billy Ocean - voz principal y coros, batería Simmons, LinnDrum
- Barry J. Eastmond - teclados, sintetizadores, arreglos de cuerdas
- Keith Diamond - bajo sintetizado, batería Simmons, LinnDrum, coros
- Clarence "Binky" Brice - guitarras
- Vic Linton - guitarras
- Eddie Martinez - guitarras
- Geoff Whitehorn - guitarras
- Timmy Allen - bajo
- Terry Silverlight - batería (4, 9)
- Tony Maroni - percusión
- Andy Newton - percusión
- V. Jeffrey Smith - saxofón
- Chrissie Faith - coros
- Lisa Fischer - coros
- Katie Kissoon - coros
- Curtis King - coros
- Stevie Lange - coros
- Cindy Mizelle - coros
- Meekaeel Muhammad - coros

### Técnicos
- Productor – Keith Diamond
- Productor ejecutivo - Robert John "Mutt" Lange (pista 5)
- Ingenieros: Steve Goldman, Bryan "Chuck" New y Pete Robbins.
- Mezcla: Keith Diamond y Bryan "Chuck" Nuevo
- Dirección de arte y diseño – Donn Davenport
- Ilustración de portada – Linda Fennimore
- Fotografía – Michael Hoppen